# Football Brindisi 1912 2008-2009
Questa pagina raccoglie le informazioni riguardanti il Football Brindisi 1912 nelle competizioni ufficiali della stagione 2008-2009.

## Risultati

### Serie D

#### Poule scudetto
| 24 maggio 2009 Turno preliminare - 1 giornata | Siracusa | 0 – 0 | Brindisi |  |

| 31 maggio 2009 Turno preliminare - 3 giornata | Brindisi | 2 – 1 | Villacidrese |  |